# Eventi sportivi nel 2013
Maggiori eventi sportivi del 2013 a livello internazionale, ordinati per disciplina.

## Atletica
- 1º – 3 marzo: Campionati europei di atletica leggera indoor 2013, Göteborg,  Svezia
- 24 marzo: Campionati del mondo di corsa campestre 2013, Bydgoszcz,  Polonia
- 10 – 14 luglio: Campionati del mondo allievi di atletica leggera 2013, Donec'k,  Ucraina
- 10 – 18 agosto: Campionati del mondo di atletica leggera 2013, Mosca,  Russia

## Badminton
- 12 – 17 febbraio: Campionato europeo a squadre miste di badminton 2013, Ramenskoe,  Russia

## Baseball
- 2 – 19 marzo: World Baseball Classic 2013,  Giappone,  Porto Rico,  Taiwan e  Stati Uniti

## Beach Soccer
- 24 maggio – 11 agosto: Euro Beach Soccer League 2013,  Spagna,  Italia,  Paesi Bassi,  Russia,  Ucraina,  Francia
- 18 – 28 settembre: Campionato mondiale di beach soccer 2013, Papeete,  Polinesia francese

## Beach Volley
- 1º – 7 luglio: Campionati mondiali di beach volley 2013, Stare Jabłonki,  Polonia
- 30 luglio – 4 agosto: Campionati europei di beach volley 2013, Klagenfurt,  Austria

## Biathlon
- 6 – 17 febbraio: Campionati mondiali di biathlon 2013, Nové Město na Moravě,  Rep. Ceca

## Bob
- 18 – 20 gennaio: Campionati europei di bob 2013, Igls,  Austria
- 21 gennaio – 3 febbraio: Campionati mondiali di bob 2013, Sankt Moritz,  Svizzera

## Calcio
- 5 – 18 gennaio: Coppa delle Nazioni del Golfo 2013,  Bahrein
- 9 gennaio – 3 febbraio: Campionato sudamericano di calcio Under-20 2013,  Argentina
- 18 – 27 gennaio: Coppa centroamericana 2013, San José,  Costa Rica
- 19 gennaio – 10 febbraio: Coppa delle nazioni africane 2013,  Sudafrica
- 22 gennaio – 24 luglio: Copa Libertadores 2013
- 18 febbraio – 3 marzo: Campionato nordamericano di calcio Under-20 2013,  Messico
- 16 – 30 marzo: Coppa delle Nazioni Africane Under-20 2013,  Algeria
- 21 – 29 marzo: OFC Under-20 Championship 2013,  Figi
- 5 – 17 maggio: Campionato europeo di calcio Under-17 2013,  Slovacchia
- 15 maggio: Finale UEFA Europa League 2012-2013, Amsterdam,  Paesi Bassi
- 25 maggio: Finale UEFA Champions League 2012-2013, Londra  Inghilterra
- 5 – 18 giugno: Campionato europeo di calcio Under-21 2013,  Israele
- 15 – 30 giugno: FIFA Confederations Cup 2013,  Brasile
- 21 giugno – 13 luglio: Campionato mondiale di calcio Under-20 2013,  Turchia
- 7 – 28 luglio: CONCACAF Gold Cup 2013,  Stati Uniti
- 7 – 28 luglio: Campionato europeo femminile di calcio 2013,  Svezia
- 20 – 27 luglio: Coppa dell'Asia orientale femminile 2013,  Corea del Sud
- 20 – 28 luglio: Coppa dell'Asia orientale 2013,  Corea del Sud
- 20 luglio – 1º agosto: Campionato europeo di calcio Under-19 2013,  Lituania
- 30 agosto – UEFA Super Cup 2013, Praga,  Rep. Ceca
- 31 agosto – 11 settembre: Coppa dell'Asia meridionale 2013,  Nepal
- 17 ottobre – 8 novembre: Campionato mondiale di calcio Under-17 2013,  Emirati Arabi Uniti
- 11 – 21 dicembre: Coppa del mondo per club FIFA 2013,  Marocco

## Canoa
- 6 – 9 giugno: Campionati europei di canoa slalom 2013, Cracovia,  Polonia

## Canottaggio
- 31 maggio – 2 giugno: Campionati europei di canottaggio 2013, Siviglia,  Spagna

## Ciclismo
- 22 gennaio - 20 ottobre: UCI World Tour 2013, Varie località
- 2 febbraio: Campionati del mondo di ciclocross 2013, Louisville,  Stati Uniti
- 20 – 24 febbraio: Campionati del mondo di ciclismo su pista 2013, Minsk,  Bielorussia
- 21 – 29 settembre: Campionati del mondo di ciclismo su strada 2013, Firenze,  Italia

## Curling
- 16 - 24 marzo: Campionato mondiale di curling femminile 2013, Riga,  Lettonia
- 30 marzo - 7 aprile: Campionato mondiale di curling maschile 2013, Victoria,  Canada

## Football americano
- Qualificazioni al campionato mondiale di football americano Under-19 2014
- 6 aprile - 20 agosto:Qualificazioni al campionato europeo di football americano Under-19 2013,  Danimarca e  Svezia
- 30 giugno - 6 luglio: Campionato mondiale di football americano femminile 2013, Vantaa,  Finlandia
- 23-25 agosto: Campionato europeo di football americano Under-19 2013
- 31 agosto - 7 settembre: Campionato europeo B di football americano 2013, Milano,  Italia

## Ginnastica artistica
- 17 – 21 aprile: V Campionati europei individuali di ginnastica artistica, Mosca,  Russia
- 30 settembre – 6 ottobre: Campionati mondiali di ginnastica artistica 2013, Anversa,  Belgio

## Ginnastica ritmica
- 31 maggio – 2 giugno: Campionati europei di ginnastica ritmica 2013, Vienna,  Austria

## Hockey su ghiaccio
- 2 - 9 aprile: Campionato mondiale di hockey su ghiaccio femminile 2013, Ottawa,  Canada
- 3 - 19 maggio: Campionato mondiale di hockey su ghiaccio maschile 2013, Helsinki,  Finlandia, e Stoccolma,  Svezia

## Hockey su slittino
- 13 - 20 aprile: Campionato del mondo di hockey su slittino 2013, Goyang  Corea del Sud

## Judo
- 25 - 28 aprile: Campionati europei di judo 2013, Budapest,  Ungheria

## Pallacanestro
- 15 - 30 giugno: FIBA EuroBasket Women 2013,  Francia
- 27 giugno - 7 luglio: Campionato mondiale di pallacanestro maschile Under-19 2013, Praga,  Rep. Ceca
- 4 - 14 luglio: FIBA EuroBasket Under 20 Women 2013,  Turchia
- 9 - 21 luglio: FIBA EuroBasket Under-20 2013,  Estonia
- 18 - 28 luglio: FIBA Europe Under-18 Championship 2013,  Lettonia
- 18 - 28 luglio: FIBA World Under-19 Women Championship 2013,  Lituania
- 4 - 22 settembre: FIBA EuroBasket 2013,  Slovenia
- 4 - 6 ottobre: Coppa Intercontinentale 2013, Barueri,  Brasile

## Pallamano
- 11 – 27 gennaio: Campionato mondiale maschile di pallamano 2013,  Spagna
- 7 – 22 dicembre: Campionato mondiale femminile di pallamano 2013,  Serbia

## Pallavolo
- 3 gennaio – 21 aprile: Campionato europeo pre-juniores di pallavolo maschile 2013,  Bosnia ed Erzegovina e  Serbia
- 20 marzo – 7 aprile: Campionato europeo femminile under 18 di pallavolo 2013,  Montenegro e  Serbia
- 31 maggio – 21 luglio: World League di pallavolo 2013, Mar del Plata,  Argentina
- 13 giugno – 12 luglio: European League femminile 2013, Varna,  Bulgaria
- 13 giugno – 14 luglio: European League maschile 2013, Marmaris,  Turchia
- 2 agosto – 1º settembre: World Grand Prix 2013, Sapporo,  Giappone
- 6 – 14 settembre: Campionato europeo femminile di pallavolo 2013,  Germania e  Svizzera
- 20 – 29 settembre: Campionato europeo maschile di pallavolo 2013,  Danimarca e  Polonia
- 9 – 13 ottobre: Campionato mondiale per club FIVB 2013 (femminile), Zurigo,   Svizzera
- 15 – 20 ottobre: Campionato mondiale per club FIVB 2013 (maschile), Betim,  Brasile
- 12 – 17 novembre: Grand Champions Cup femminile 2013,  Giappone
- 19 – 24 novembre: Grand Champions Cup maschile 2013,  Giappone

## Pattinaggio di figura
- 21 – 27 gennaio: Campionati europei di pattinaggio di figura 2013, Zagabria,  Croazia
- 10 – 17 marzo: Campionati mondiali di pattinaggio di figura 2013, London,  Canada

## Pattinaggio di velocità
- 11 – 13 gennaio: Campionati europei di pattinaggio di velocità 2013, Heerenveen,  Paesi Bassi
- 18 – 20 gennaio: Campionati europei di short track 2013, Malmö,  Svezia
- 26 – 27 gennaio: Campionati mondiali di pattinaggio di velocità sprint 2013, Salt Lake City,  Stati Uniti
- 16 – 17 febbraio: Campionati mondiali completi di pattinaggio di velocità 2013, Hamar  Norvegia
- 8 – 10 marzo: Campionati mondiali di short track 2013, Debrecen,  Ungheria
- 21 – 24 marzo: Campionati mondiali di pattinaggio di velocità su distanza singola 2013, Soči,  Russia

## Pugilato
- 1º – 8 giugno: Campionati europei di pugilato dilettanti 2013, Minsk,  Bielorussia
- 4 – 20 ottobre: Campionati mondiali di pugilato dilettanti 2013, Almaty,  Kazakistan

## Scherma
- 19 gennaio – 12 agosto: Coppa del Mondo di scherma 2013, Varie località
- 16 – 21 giugno: Campionato europeo di scherma 2013, Zagabria,  Croazia
- 5 – 12 agosto: Campionato mondiale di scherma 2013, Budapest,  Ungheria

## Sci
- 18 – 27 gennaio: Campionati mondiali di snowboard 2013, Stoneham,  Canada
- 5 – 17 febbraio: Campionati mondiali di sci alpino 2013, Schladming,  Austria
- 20 febbraio – 3 marzo: Campionati mondiali di sci nordico 2013, Val di Fiemme,  Italia
- 5 – 10 marzo: Campionati mondiali di freestyle 2013, Oslo e Voss,  Norvegia

## Skeleton
- 18 – 20 gennaio: Campionati europei di skeleton 2013, Igls,  Austria
- 21 gennaio – 3 febbraio: Campionati mondiali di skeleton 2013, Sankt Moritz,  Svizzera

## Slittino
- 12 – 13 gennaio: Campionati europei di slittino 2013, Oberhof,  Germania
- 1º – 2 febbraio: Campionati mondiali di slittino 2013, Whistler,  Canada

## Sport acquatici
- 18 - 23 giugno: Campionati europei di tuffi 2013, Rostock,  Germania
- 19 luglio - 4 agosto: Campionati mondiali di nuoto 2013, Barcellona,  Spagna
- 12 - 15 dicembre: Campionati europei di nuoto in vasca corta 2013, Herning,  Danimarca

## Sport motoristici
- 5 – 20 gennaio: Rally Dakar 2013
- 20 gennaio – 17 novembre: Campionato del mondo rally 2013
- 26 - 27 gennaio: 24 Ore di Daytona, Daytona Beach  Stati Uniti
- 26 gennaio - 28 settembre: Campionato Rolex Sports Car Series 2013,  Stati Uniti
- 17 febbraio - 10 novembre: NHRA Mello Yello Drag Racing Series 2013,  Stati Uniti
- 22 febbraio - 15 novembre: NASCAR Camping World Truck Series 2013,  Stati Uniti
- 23 febbraio - 16 novembre: NASCAR Nationwide Series 2013,  Stati Uniti
- 24 febbraio - 17 novembre: NASCAR Sprint Cup Series 2013,  Stati Uniti
- 24 febbraio - 20 ottobre: Campionato mondiale Superbike 2013
- 28 febbraio - 1º dicembre: Campionato internazionale V8 Supercars 2013
- 16 marzo - 19 ottobre: Campionato American Le Mans Series 2013,  Stati Uniti
- 17 marzo – 24 novembre: Campionato mondiale di Formula 1 2013
- 31 marzo – 10 novembre: Motomondiale 2013
- 14 aprile – 15 settembre: Campionato europeo della montagna 2013
- 22 giugno - 23 giugno: 24 Ore di Le Mans 2013, Le Mans,  Francia

## Tiro
- 26 febbraio - 2 marzo: Campionati europei di tiro da 10 metri 2013, Odense  Danimarca
- 21 luglio - 2 agosto: Campionati europei di tiro 2013, Osijek  Croazia
- 28 luglio - 8 agosto: Campionati europei di tiro a volo 2013, Suhl  Germania
- 16 settembre - 24 settembre: Campionati mondiali di tiro a volo 2013, Lima  Perù

## Tennis
- 14 gennaio - 27 gennaio: Australian Open 2013, Melbourne,  Australia
- 27 maggio - 9 giugno: Open di Francia 2013, Parigi,  Francia
- 9 febbraio - 3 novembre: Fed Cup 2013
- 1º febbraio - 17 novembre: Coppa Davis 2013
- 24 giugno - 7 luglio: Torneo di Wimbledon 2013, Londra,  Inghilterra
- 26 agosto - 9 settembre: US Open 2013, New York,  Stati Uniti

## Vela
- 1º - 7 marzo: Campionati mondiali di windsurf 2013, Armação dos Búzios,  Brasile
- 7 - 22 settembre: America's Cup 2013, San Francisco,  Stati Uniti

## Manifestazioni multisportive
- 24 – 27 gennaio: X Games Invernali 2013, Aspen,  Stati Uniti
- 29 gennaio – 6 febbraio: Giochi olimpici speciali,  Corea del Sud
- 17 – 22 febbraio: XI Festival olimpico invernale della gioventù europea, Brașov,  Romania
- 20 – 22 marzo; 18 – 21 aprile; 16 – 19 maggio; 27 – 19 giugno; 1º – 4 agosto: X Games, Tignes  Francia; Foz do Iguaçu  Brasile; Barcellona  Spagna; Monaco di Baviera  Germania; Los Angeles  Stati Uniti
- 25 – 29 marzo: II Giochi mondiali militari invernali, Annecy,  Francia
- 21 – 25 maggio: Jeux des îles 2013, Corsica,  Francia
- 27 maggio – 1º giugno: XV Giochi dei piccoli stati d'Europa,  Lussemburgo
- 20 – 30 giugno: XVII Giochi del Mediterraneo, Mersin,  Turchia
- 6 – 17 luglio: XXVII Universiade, Kazan',  Russia
- 13 – 19 luglio: Island Games,  Bermuda
- 14 – 19 luglio: XII Festival olimpico estivo della gioventù europea 2013, Utrecht,  Paesi Bassi
- 17 – 30 luglio: Maccabiadi 2013,  Israele
- 26 luglio – 4 agosto: Giochi olimpici silenziosi,  Bulgaria
- 27 luglio – 4 agosto: Giochi mondiali 2013,  Colombia
- 31 luglio – 12 agosto: World Outgames 2013, Anversa,  Belgio
- 2 – 11 agosto: World Masters Games 2013, Torino,  Italia
- 2 – 12 settembre: Pacific Mini Games 2013, Mata-Utu,  Wallis e Futuna
- 6 – 15 settembre: Giochi della Francofonia,  Francia
- 16 – 30 novembre: Giochi bolivariani,  Perù
- 27 novembre – 4 dicembre: Gymnasiade,  Brasile
- 11 – 21 dicembre: XXVI Universiade invernale, Trentino,  Italia
- 11 – 22 dicembre: Giochi del Sud-est asiatico 2013,  Birmania